# Матч звёзд КХЛ 2023
14-й матч всех звёзд Континентальной хоккейной лиги прошел 9-10 декабря 2023 года в городе Санкт-Петербурге, на новом домашнем стадионе ХК СКА - СКА Арене. Санкт-Петербург второй раз (после 2011 года) был выбран местом проведения Матча звёзд КХЛ.

## Формат
Матч звёзд прошел в формате мини-турнира: матчи по 20 минут, команды в составе 3 на 3 полевых игрока. По истечении 10 минут каждого матча команды менялись воротами. При ничейном счёте после 20 минут победитель определялся в серии буллитов без овертайма.
На полуфинальной стадии турнира встретились сборные дивизионов КХЛ: Харламова, Боброва, Тарасова и Чернышева. Победители полуфиналов встретились в финале для определения победителя турнира. Проигравшие команды сыграли в матче за третье место. 

## Определение составов
Голосование болельщиков по выбору вратаря, защитника и двух нападающих в команды дивизионов продлилось с 11 по 17 октября. После этого свой выбор сделали представители СМИ, аккредитованные на сезон 2023/2024. Оставшиеся хоккеисты были выбраны Лигой. Каждая команда имела двух тренеров и состояла из двух вратарей и девяти полевых игроков.

### Голосование болельщиков
| Дивизион Харламова | Дивизион Харламова | Дивизион Харламова      | Дивизион Харламова |
| ------------------ | ------------------ | ----------------------- | ------------------ |
| Вратарь            |                    |                         |                    |
| Голосов            | Страна             | Имя                     | Клуб               |
| 1610               | Россия             | Владислав Подъяпольский | Лада               |
| Защитник           |                    |                         |                    |
| Голосов            | Страна             | Имя                     | Клуб               |
| 869                | Россия             | Егор Яковлев            | Металлург          |
| Нападающие         |                    |                         |                    |
| Голосов            | Страна             | Имя                     | Клуб               |
| 1584               | Россия             | Александр Радулов       | Ак Барс            |
| 792                | Чехия              | Дмитрий Яшкин           | Ак Барс            |

| Дивизион Чернышёва | Дивизион Чернышёва        | Дивизион Чернышёва | Дивизион Чернышёва |
| ------------------ | ------------------------- | ------------------ | ------------------ |
| Вратарь            |                           |                    |                    |
| Голосов            | Страна                    | Имя                | Клуб               |
| 1220               | Россия                    | Александр Самонов  | Салават Юлаев      |
| Защитник           |                           |                    |                    |
| Голосов            | Страна                    | Имя                | Клуб               |
| 479                | Беларусь                  | Евгений Лисовец    | Адмирал            |
| Нападающие         |                           |                    |                    |
| Голосов            | Страна                    | Имя                | Клуб               |
| 1327               | Россия                    | Владимир Ткачёв    | Авангард           |
| 1189               | Соединённые Штаты Америки | Рид Буше           | Авангард           |

| Дивизион Боброва | Дивизион Боброва | Дивизион Боброва  | Дивизион Боброва |
| ---------------- | ---------------- | ----------------- | ---------------- |
| Вратарь          |                  |                   |                  |
| Голосов          | Страна           | Имя               | Клуб             |
| 1610             | Россия           | Никита Серебряков | СКА              |
| Защитник         |                  |                   |                  |
| Голосов          | Страна           | Имя               | Клуб             |
| 1263             | Россия           | Богдан Конюшков   | Торпедо          |
| Нападающие       |                  |                   |                  |
| Голосов          | Страна           | Имя               | Клуб             |
| 2560             | Россия           | Василий Атанасов  | Торпедо          |
| 2419             | Россия           | Николай Голдобин  | Спартак          |

| Дивизион Тарасова | Дивизион Тарасова | Дивизион Тарасова | Дивизион Тарасова |
| ----------------- | ----------------- | ----------------- | ----------------- |
| Вратарь           |                   |                   |                   |
| Голосов           | Страна            | Имя               | Клуб              |
| 2298              | Беларусь          | Алексей Колосов   | Динамо (Минск)    |
| Защитник          |                   |                   |                   |
| Голосов           | Страна            | Имя               | Клуб              |
| 884               | Россия            | Никита Нестеров   | ЦСКА              |
| Нападающие        |                   |                   |                   |
| Голосов           | Страна            | Имя               | Клуб              |
| 2151              | Россия            | Никита Гусев      | Динамо (Москва)   |
| 1951              | Россия            | Александр Овечкин | Вашингтон         |

### Голосование СМИ
20 октября 2023 завершилось голосование представителей СМИ. Были выбраны по 3 полевых игрока в каждую из команд.
| Дивизион Харламова | Дивизион Харламова | Дивизион Харламова | Дивизион Харламова |
| Позиция            | Страна             | Имя                | Клуб               |
| ------------------ | ------------------ | ------------------ | ------------------ |
| Нападающий         | Россия             | Никита Гребёнкин   | Металлург          |
| Нападающий         | Канада             | Трой Джозефс       | Лада               |
| Нападающий         | Россия             | Максим Шабанов     | Трактор            |

| Дивизион Чернышёва | Дивизион Чернышёва        | Дивизион Чернышёва | Дивизион Чернышёва |
| Позиция            | Страна                    | Имя                | Клуб               |
| ------------------ | ------------------------- | ------------------ | ------------------ |
| Нападающий         | Россия                    | Даниил Гутик       | Адмирал            |
| Нападающий         | Россия                    | Николай Прохоркин  | Сибирь             |
| Нападающий         | Соединённые Штаты Америки | Райли Барбер       | Барыс              |

| Дивизион Боброва | Дивизион Боброва | Дивизион Боброва  | Дивизион Боброва |
| Позиция          | Страна           | Имя               | Клуб             |
| ---------------- | ---------------- | ----------------- | ---------------- |
| Нападающий       | Россия           | Павел Порядин     | Спартак          |
| Нападающий       | Россия           | Матвей Мичков     | ХК Сочи          |
| Защитник         | Россия           | Александр Никишин | СКА              |

| Дивизион Тарасова | Дивизион Тарасова | Дивизион Тарасова | Дивизион Тарасова |
| Позиция           | Страна            | Имя               | Клуб              |
| ----------------- | ----------------- | ----------------- | ----------------- |
| Нападающий        | Россия            | Ярослав Лихачёв   | Локомотив         |
| Нападающий        | Россия            | Данил Аймурзин    | Северсталь        |
| Нападающий        | Россия            | Никита Коростелёв | Северсталь        |

### Выбор лиги
| Дивизион Харламова | Дивизион Харламова | Дивизион Харламова | Дивизион Харламова |
| Позиция            | Страна             | Имя                | Клуб               |
| ------------------ | ------------------ | ------------------ | ------------------ |
| Вратарь            | Россия             | Евгений Аликин     | Автомобилист       |
| Защитник           | Чехия              | Лукаш Клок         | Нефтехимик         |
| Защитник           | Россия             | Дмитрий Юдин       | Ак Барс            |

| Дивизион Чернышёва | Дивизион Чернышёва | Дивизион Чернышёва | Дивизион Чернышёва |
| Позиция            | Страна             | Имя                | Клуб               |
| ------------------ | ------------------ | ------------------ | ------------------ |
| Вратарь            | Россия             | Антон Красоткин    | Сибирь             |
| Защитник           | Канада             | Кэмерон Ли         | Амур               |
| Защитник           | Чехия              | Давид Скленичка    | Барыс              |

| Дивизион Боброва | Дивизион Боброва | Дивизион Боброва | Дивизион Боброва |
| Позиция          | Страна           | Имя              | Клуб             |
| ---------------- | ---------------- | ---------------- | ---------------- |
| Вратарь          | Россия           | Михаил Бердин    | ХК Сочи          |
| Защитник         | Канада           | Джереми Рой      | Витязь           |
| Нападающий       | Россия           | Иван Морозов     | Спартак          |

| Дивизион Тарасова | Дивизион Тарасова | Дивизион Тарасова | Дивизион Тарасова |
| Позиция           | Страна            | Имя               | Клуб              |
| ----------------- | ----------------- | ----------------- | ----------------- |
| Вратарь           | Китай             | Джереми Смит      | Куньлунь Ред Стар |
| Защитник          | Россия            | Бреннал Менелл    | Динамо (Москва)   |
| Защитник          | Словакия          | Мартин Гернат     | Локомотив         |

## Составы команд
| Дивизион Харламова | Дивизион Харламова | Дивизион Харламова      | Дивизион Харламова |
| ------------------ | ------------------ | ----------------------- | ------------------ |
| Вратари            |                    |                         |                    |
| Номер              | Страна             | Имя                     | Клуб               |
| 59                 | Россия             | Владислав Подъяпольский | «Лада»             |
| 18                 | Россия             | Евгений Аликин          | «Автомобилист»     |
| Защитники          |                    |                         |                    |
| Номер              | Страна             | Имя                     | Клуб               |
| 44                 | Россия             | Егор Яковлев            | «Металлург» Мг     |
| 13                 | Чехия              | Лукаш Клок              | «Нефтехимик»       |
| 5                  | Россия             | Дмитрий Юдин            | «Ак Барс»          |
| Нападающие         |                    |                         |                    |
| Номер              | Страна             | Имя                     | Клуб               |
| 47                 | Россия             | Александр Радулов — К   | «Ак Барс»          |
| 85                 | Россия             | Семён Дер-Аргучинцев    | «Трактор»          |
| 71                 | Россия             | Никита Гребёнкин        | «Металлург» Мг     |
| 16                 | Канада             | Трой Джозефс            | «Лада»             |
| 49                 | Россия             | Максим Шабанов          | «Трактор»          |
| 10                 | Россия             | Сергей Колесников       | «Толпар»           |

| Дивизион Чернышёва | Дивизион Чернышёва        | Дивизион Чернышёва  | Дивизион Чернышёва |
| ------------------ | ------------------------- | ------------------- | ------------------ |
| Вратари            |                           |                     |                    |
| Номер              | Страна                    | Имя                 | Клуб               |
| 31                 | Россия                    | Александр Самонов   | «Салават Юлаев»    |
| 33                 | Россия                    | Антон Красоткин     | «Сибирь»           |
| Защитники          |                           |                     |                    |
| Номер              | Страна                    | Имя                 | Клуб               |
| 14                 | Беларусь                  | Евгений Лисовец     | «Адмирал»          |
| 77                 | Россия                    | Кэмерон Ли          | «Амур»             |
| 90                 | Чехия                     | Давид Скленичка     | «Барыс»            |
| 44                 | Россия                    | Дамир Шарипзянов    | «Авангард»         |
| Нападающие         |                           |                     |                    |
| Номер              | Страна                    | Имя                 | Клуб               |
| 19                 | Россия                    | Владимир Ткачёв — К | «Авангард»         |
| 78                 | Россия                    | Даниил Гутик        | «Адмирал»          |
| 74                 | Россия                    | Николай Прохоркин   | «Сибирь»           |
| 11                 | Соединённые Штаты Америки | Райли Барбер        | «Барыс»            |
| 25                 | Россия                    | Игорь Чернышов      | МХК «Динамо»       |

| Дивизион Боброва | Дивизион Боброва | Дивизион Боброва     | Дивизион Боброва |
| ---------------- | ---------------- | -------------------- | ---------------- |
| Вратари          |                  |                      |                  |
| Номер            | Страна           | Имя                  | Клуб             |
| 98               | Россия           | Никита Серебряков    | СКА              |
| 1                | Россия           | Михаил Бердин        | «ХК Сочи»        |
| Защитники        |                  |                      |                  |
| Номер            | Страна           | Имя                  | Клуб             |
| 6                | Россия           | Богдан Конюшков      | «Торпедо»        |
| 21               | Россия           | Александр Никишин    | СКА              |
| 79               | Канада           | Джереми Рой          | «Витязь»         |
| Нападающие       |                  |                      |                  |
| Номер            | Страна           | Имя                  | Клуб             |
| 16               | Россия           | Василий Атанасов     | «Торпедо»        |
| 87               | Россия           | Николай Голдобин — К | «Спартак»        |
| 24               | Россия           | Павел Порядин        | «Спартак»        |
| 7                | Россия           | Максим Летунов       | «Торпедо»        |
| 72               | Беларусь         | Владимир Алистров    | СКА              |
| 14               | Россия           | Матвей Поляков       | СКА-1946         |

| Дивизион Тарасова | Дивизион Тарасова | Дивизион Тарасова | Дивизион Тарасова    |
| ----------------- | ----------------- | ----------------- | -------------------- |
| Вратари           |                   |                   |                      |
| Номер             | Страна            | Имя               | Клуб                 |
| 1                 | Беларусь          | Алексей Колосов   | «Динамо» (Минск)     |
| 45                | Китай             | Джереми Смит      | «Куньлунь Ред Стар»  |
| Защитники         |                   |                   |                      |
| Номер             | Страна            | Имя               | Клуб                 |
| 89                | Россия            | Никита Нестеров   | ЦСКА                 |
| 27                | Россия            | Бреннан Менелл    | «Динамо» (Москва)    |
| 28                | Словакия          | Мартин Гернат     | «Локомотив»          |
| Нападающие        |                   |                   |                      |
| Номер             | Страна            | Имя               | Клуб                 |
| 97                | Россия            | Никита Гусев — К  | «Динамо» (Москва)    |
| 81                | Беларусь          | Виталий Пинчук    | «Динамо» (Минск)     |
| 32                | Россия            | Ярослав Лихачёв   | «Локомотив»          |
| 78                | Россия            | Максим Шалунов    | «Локомотив»          |
| 35                | Россия            | Никита Коростелёв | «Северсталь»         |
| 17                | Россия            | Владимир Михалёв  | «Сибирские снайперы» |

## Судьи
Главными судьями Матча звёзд были назначены Алексей Васильев и Денис Бондарь, линейными судьями были назначены Юрий Иванов и Никита Новиков.

## Мастер-шоу
Мастер-шоу было разбито на два дня (9 и 10 декабря). В первый день состоялись конкурсы «Сила броска», «Точность броска» и «Конкурс капитанов». Во второй день — «Круг на скорость», «Эффектный буллит», «Надежная защита».

### Сила броска
Участвовали по одному хоккеисту от каждой команды; участники определились в соответствии с показателями максимально развитой скорости полёта шайбы во время матчей чемпионата КХЛ. Каждому из участников было предоставлено по две попытки, в зачёт шла лучшая из них. Шайба располагалась в восьми метрах от ворот, движение к ней игроки начинали из нейтральной зоны.
| Игрок             | Команда      | Дивизион  | Скорость шайбы (км/ч) | Скорость шайбы (км/ч) |
| Игрок             | Команда      | Дивизион  | Попытка 1             | Попытка 2             |
| ----------------- | ------------ | --------- | --------------------- | --------------------- |
| Александр Никишин | СКА          | Боброва   | 168,28                | 35,2                  |
| Давид Скленичка   | Барыс        | Чернышёва | 158,88                | 161,34                |
| Егор Яковлев      | Металлург Мг | Харламова | 43,62                 | 151,81                |
| Никита Нестеров   | ЦСКА         | Тарасова  | 140,4                 | 143,34                |

### Точность броска
Участвовали по одному хоккеисту от каждой команды. На расстоянии семи метров от ворот, в которых закреплены пять мишеней, располагались 15 шайб. Победителем признавался игрок, поразивший все пять мишеней, затратив на это наименьшее количество шайб и времени.
| Игрок             | Команда        | Дивизион  | Время (сек.) | Броски |
| ----------------- | -------------- | --------- | ------------ | ------ |
| Павел Порядин     | Спартак        | Боброва   | 7,325        | 6      |
| Трой Джозефс      | Лада           | Харламова | 10,613       | 8      |
| Виталий Пинчук    | Динамо (Минск) | Тарасова  | 11,817       | 11     |
| Николай Прохоркин | Сибирь         | Чернышёва | 14,655       | 11     |

### Конкурс капитанов
Конкурс состоял из шести этапов, каждый капитан должен был выполнить шесть заданий. Для каждого из первых пяти этапов капитану предоставлялось три попытки: в случае выполнения задания с первой он получал три очка, со второй — два, с третьей — одно, за невыполнение задачи — ноль очков. На шестом этапе предоставлялась одна попытка. Очки, набранные во всех шести этапах, суммировались.
Этап 1: Бросок по воротам с ходу. Задача — поразить ворота верхом.

Этап 2: Точность передачи. Задача — поразить мини-ворота любой передачей.

Этап 3: Точность передачи-2. Задача — поразить мини-ворота подкидкой через мини-бортик.

Этап 4: Хоккейный биллиард. Задача — поразить ворота броском от дальней синей линии, рикошетом от борта.

Этап 5: Хоккейный баскетбол. Задача — попасть шайбой навесом в корзину, установленную в площади ворот.

Этап 6: Счастливый бросок. Задача — попасть с синей линии шайбой в отверстие щита, закрывающего дальние ворота.

| Игрок             | Команда         | Дивизион  | Этап 1 | Этап 2 | Этап 3 | Этап 4 | Этап 5 | Этап 6 | Итого | Время (сек.) |
| ----------------- | --------------- | --------- | ------ | ------ | ------ | ------ | ------ | ------ | ----- | ------------ |
| Николай Голдобин  | Спартак         | Боброва   | 3      | 2      | 2      | 3      | 2      | 0      | 12    | 47,144       |
| Никита Гусев      | Динамо (Москва) | Тарасова  | 3      | 1      | 1      | 2      | 3      | 0      | 10    | 51,188       |
| Александр Радулов | Ак Барс         | Харламова | 3      | 2      | 3      | 1      | 0      | 0      | 9     | 45,172       |
| Владимир Ткачёв   | Авангард        | Чернышёва | 2      | 3      | 3      | 0      | 0      | 0      | 8     | 48,237       |

### Круг на скорость
Участвовали по одному хоккеисту от каждой команды; участники определились в соответствии с показателями максимально развитой скорости во время матчей чемпионата КХЛ. Каждому участнику была предоставлена одна попытка. Хоккеист должен был сделать по площадке полный круг, стартуя на красной линии и финишируя там же. Победителем признавался игрок, затративший наименьшее количество времени.
| Игрок                | Команда   | Дивизион  | Время (сек.) |
| -------------------- | --------- | --------- | ------------ |
| Владимир Алистров    | СКА       | Боброва   | 14,115       |
| Даниил Гутик         | Адмирал   | Чернышёва | 14,331       |
| Ярослав Лихачёв      | Локомотив | Тарасова  | 14,434       |
| Семён Дер-Аргучинцев | Трактор   | Харламова | 14,764       |

### Эффектный буллит
Участвовали по одному вратарю и по три полевых игрока от каждой команды. Каждому из полевых игроков была предоставлена одна попытка реализовать буллит; допускалось использование предметов и навыков, не относящихся к хоккею. Победитель определялся голосованием болельщиков.
| Игрок             | Команда            | Дивизион  | Голоса, % |
| ----------------- | ------------------ | --------- | --------- |
| Василий Атанасов  | Торпедо            | Боброва   | 36,58     |
| Владимир Ткачёв   | Авангард           | Чернышёва | 21,56     |
| Владимир Михалёв  | Сибирские снайперы | Тарасова  | 21,48     |
| Никита Гребёнкин  | Металлург Мг       | Харламова | 6,63      |
| Кэмерон Ли        | Амур               | Чернышёва | 3,94      |
| Райли Барбер      | Барыс              | Чернышёва | 2,77      |
| Бреннан Менелл    | Динамо (Москва)    | Тарасова  | 2,52      |
| Максим Шабанов    | Трактор            | Харламова | 1,59      |
| Никита Коростелёв | Северсталь         | Тарасова  | 1,17      |
| Павел Порядин     | Спартак            | Боброва   | 0,84      |
| Максим Летунов    | Торпедо            | Боброва   | 0,67      |
| Трой Джозефс      | Лада               | Харламова | 0,25      |

### Надёжная защита
Участвовали по три полевых игрока и одному вратарю от каждой команды. Каждый полевой игрок пробивал по два броска каждому вратарю, за исключением вратаря своей команды. Атаковать они начинали по свистку и в порядке очереди; их действия ничем не ограничивались, за исключением передач друг другу (разрешались броски и обыгрыш вратаря). Попытка считалась завершённой после гола, либо дальнего отскока шайбы, либо владения шайбы вратарём. Победителем признавался вратарь, отразивший наибольшее количество попыток.
При одинаковом количестве сэйвов у двух вратарей предусматривалась дополнительная серия бросков, в которой принимали бы участие полевые игроки, представляющие команды этих вратарей. При одинаковом количестве сэйвов у трёх вратарей повторялась бы круговая схема. Если по её завершении оставалось два вратаря с одинаковыми показателями, выполнялась бы дополнительная серия бросков до первого забитого гола.
| Игрок                   | Команда        | Дивизион  | ОБ |
| ----------------------- | -------------- | --------- | -- |
| Владислав Подъяпольский | Лада           | Харламова | 7  |
| Алексей Колосов         | Динамо (Минск) | Тарасова  | 6  |
| Никита Серебряков       | СКА            | Боброва   | 5  |
| Александр Самонов       | Салават Юлаев  | Чернышёва | 5  |

## Турнир 3х3
|  | Полуфиналы         | Полуфиналы         | Полуфиналы         | Полуфиналы         | Полуфиналы         | Полуфиналы         | Полуфиналы         | Полуфиналы         | Полуфиналы         | Полуфиналы |                    |                    | Финал              | Финал              | Финал              | Финал              | Финал              | Финал              | Финал              | Финал              | Финал              | Финал |
|  |                    |                    |                    |                    |                    |                    |                    |                    |                    |            |                    |                    |                    |                    |                    |                    |                    |                    |                    |                    |                    |       |
|  | Дивизион Харламова | Дивизион Харламова | Дивизион Харламова | Дивизион Харламова | Дивизион Харламова | Дивизион Харламова | Дивизион Харламова | Дивизион Харламова | Дивизион Харламова | 8          |                    |                    |                    |                    |                    |                    |                    |                    |                    |                    |                    |       |
|  | Дивизион Харламова | Дивизион Харламова | Дивизион Харламова | Дивизион Харламова | Дивизион Харламова | Дивизион Харламова | Дивизион Харламова | Дивизион Харламова | Дивизион Харламова | 8          |                    |                    |                    |                    |                    |                    |                    |                    |                    |                    |                    |       |
|  | Дивизион Чернышёва | Дивизион Чернышёва | Дивизион Чернышёва | Дивизион Чернышёва | Дивизион Чернышёва | Дивизион Чернышёва | Дивизион Чернышёва | Дивизион Чернышёва | Дивизион Чернышёва | 6          |                    |                    |                    |                    |                    |                    |                    |                    |                    |                    |                    |       |
|  |                    |                    |                    |                    |                    |                    |                    |                    |                    |            | Дивизион Харламова | Дивизион Харламова | Дивизион Харламова | Дивизион Харламова | Дивизион Харламова | Дивизион Харламова | Дивизион Харламова | Дивизион Харламова | Дивизион Харламова | 8                  |                    |       |
|  |                    |                    |                    |                    |                    |                    |                    |                    |                    |            | Дивизион Харламова | Дивизион Харламова | Дивизион Харламова | Дивизион Харламова | Дивизион Харламова | Дивизион Харламова | Дивизион Харламова | Дивизион Харламова | Дивизион Харламова | 8                  |                    |       |
|  |                    |                    |                    |                    |                    |                    |                    |                    |                    |            |                    |                    | Дивизион Тарасова  | Дивизион Тарасова  | Дивизион Тарасова  | Дивизион Тарасова  | Дивизион Тарасова  | Дивизион Тарасова  | Дивизион Тарасова  | Дивизион Тарасова  | Дивизион Тарасова  | 7     |
|  | Дивизион Боброва   | Дивизион Боброва   | Дивизион Боброва   | Дивизион Боброва   | Дивизион Боброва   | Дивизион Боброва   | Дивизион Боброва   | Дивизион Боброва   | Дивизион Боброва   | 6          |                    |                    | Дивизион Тарасова  | Дивизион Тарасова  | Дивизион Тарасова  | Дивизион Тарасова  | Дивизион Тарасова  | Дивизион Тарасова  | Дивизион Тарасова  | Дивизион Тарасова  | Дивизион Тарасова  | 7     |
|  | Дивизион Боброва   | Дивизион Боброва   | Дивизион Боброва   | Дивизион Боброва   | Дивизион Боброва   | Дивизион Боброва   | Дивизион Боброва   | Дивизион Боброва   | Дивизион Боброва   | 6          |                    |                    |                    |                    |                    |                    |                    |                    |                    |                    |                    |       |
|  | Дивизион Тарасова  | Дивизион Тарасова  | Дивизион Тарасова  | Дивизион Тарасова  | Дивизион Тарасова  | Дивизион Тарасова  | Дивизион Тарасова  | Дивизион Тарасова  | Дивизион Тарасова  | 8          |                    |                    |                    |                    |                    |                    |                    |                    |                    |                    |                    |       |
|  | Дивизион Тарасова  | Дивизион Тарасова  | Дивизион Тарасова  | Дивизион Тарасова  | Дивизион Тарасова  | Дивизион Тарасова  | Дивизион Тарасова  | Дивизион Тарасова  | Дивизион Тарасова  | 8          |                    |                    |                    |                    |                    |                    |                    |                    |                    |                    |                    |       |
|  |                    |                    |                    |                    |                    |                    |                    |                    |                    |            |                    |                    | Матч за 3-е место  |                    |                    |                    |                    |                    |                    |                    |                    |       |
|  |                    |                    |                    |                    |                    |                    |                    |                    |                    |            |                    |                    |                    |                    |                    |                    |                    |                    |                    |                    |                    |       |
|  |                    |                    |                    |                    |                    |                    |                    |                    |                    |            |                    |                    |                    |                    |                    |                    |                    |                    |                    |                    |                    |       |
|  |                    |                    |                    |                    |                    |                    |                    |                    |                    |            |                    |                    |                    |                    |                    |                    |                    |                    |                    |                    |                    |       |
|  |                    |                    |                    |                    |                    |                    |                    |                    |                    |            |                    |                    | Дивизион Боброва   | Дивизион Боброва   | Дивизион Боброва   | Дивизион Боброва   | Дивизион Боброва   | Дивизион Боброва   | Дивизион Боброва   | Дивизион Боброва   | Дивизион Боброва   | 7     |
|  |                    |                    |                    |                    |                    |                    |                    |                    |                    |            |                    |                    | Дивизион Боброва   | Дивизион Боброва   | Дивизион Боброва   | Дивизион Боброва   | Дивизион Боброва   | Дивизион Боброва   | Дивизион Боброва   | Дивизион Боброва   | Дивизион Боброва   | 7     |
|  |                    |                    |                    |                    |                    |                    |                    |                    |                    |            |                    |                    | Дивизион Чернышёва | Дивизион Чернышёва | Дивизион Чернышёва | Дивизион Чернышёва | Дивизион Чернышёва | Дивизион Чернышёва | Дивизион Чернышёва | Дивизион Чернышёва | Дивизион Чернышёва | 4     |
|  |                    |                    |                    |                    |                    |                    |                    |                    |                    |            |                    |                    | Дивизион Чернышёва | Дивизион Чернышёва | Дивизион Чернышёва | Дивизион Чернышёва | Дивизион Чернышёва | Дивизион Чернышёва | Дивизион Чернышёва | Дивизион Чернышёва | Дивизион Чернышёва | 4     |

### Полуфиналы
Время местное (UTC+3)
| 9 декабря 2023 17:45 | Дивизион Харламова | 8 : 6 (1:4, 7:2) | Дивизион Чернышёва | СКА Арена Зрителей: 19 682 |

| Отчёт | Отчёт | Отчёт  | Отчёт | Отчёт                                                                            |
| ----- | ----- | ------ | ----- | -------------------------------------------------------------------------------- |
|       |       |        |       |                                                                                  |
|       |       |        |       | Судьи: Денис Бондарь Алексей Васильев Линейные судьи: Юрий Иванов Никита Новиков |
|       |       |        |       |                                                                                  |
|       |       |        |       |                                                                                  |
|       |       |        |       |                                                                                  |
|       |       |        |       |                                                                                  |
|       |       |        |       |                                                                                  |
| 0 мин | Штраф | 0 мин  |       |                                                                                  |
|       |       |        |       |                                                                                  |
|       | 24    | Броски | 24    |                                                                                  |

| 9 декабря 2023 18:45 | Дивизион Боброва | 6 : 8 (3:6, 3:2) | Дивизион Тарасова | СКА Арена Зрителей: 19 682 |

| Отчёт | Отчёт | Отчёт  | Отчёт | Отчёт                                                                            |
| ----- | ----- | ------ | ----- | -------------------------------------------------------------------------------- |
|       |       |        |       |                                                                                  |
|       |       |        |       | Судьи: Денис Бондарь Алексей Васильев Линейные судьи: Юрий Иванов Никита Новиков |
|       |       |        |       |                                                                                  |
|       |       |        |       |                                                                                  |
|       |       |        |       |                                                                                  |
|       |       |        |       |                                                                                  |
|       |       |        |       |                                                                                  |
| 0 мин | Штраф | 0 мин  |       |                                                                                  |
|       |       |        |       |                                                                                  |
|       | 25    | Броски | 21    |                                                                                  |

### Матч за 3-е место
| 10 декабря 2023 17:15 | Дивизион Боброва | 7 : 4 (4:2, 3:2) | Дивизион Чернышёва | СКА Арена Зрителей: 20 384 |

| Отчёт | Отчёт | Отчёт  | Отчёт | Отчёт                                                                            |
| ----- | ----- | ------ | ----- | -------------------------------------------------------------------------------- |
|       |       |        |       |                                                                                  |
|       |       |        |       | Судьи: Денис Бондарь Алексей Васильев Линейные судьи: Юрий Иванов Никита Новиков |
|       |       |        |       |                                                                                  |
|       |       |        |       |                                                                                  |
|       |       |        |       |                                                                                  |
|       |       |        |       |                                                                                  |
|       |       |        |       |                                                                                  |
| 0 мин | Штраф | 0 мин  |       |                                                                                  |
|       |       |        |       |                                                                                  |
|       | 23    | Броски | 31    |                                                                                  |

### Финал
| 10 декабря 2023 18:15 | Дивизион Тарасова | 7 : 8 (Б) (2:2, 5:5, Б 0:1) | Дивизион Харламова | СКА Арена Зрителей: 20 384 |

| Отчёт | Отчёт | Отчёт  | Отчёт | Отчёт                                                                            |
| ----- | ----- | ------ | ----- | -------------------------------------------------------------------------------- |
|       |       |        |       |                                                                                  |
|       |       |        |       | Судьи: Денис Бондарь Алексей Васильев Линейные судьи: Юрий Иванов Никита Новиков |
|       |       |        |       |                                                                                  |
|       |       |        |       |                                                                                  |
|       |       |        |       |                                                                                  |
|       |       |        |       |                                                                                  |
|       |       |        |       |                                                                                  |
| 0 мин | Штраф | 0 мин  |       |                                                                                  |
|       |       |        |       |                                                                                  |
|       | 24    | Броски | 22    |                                                                                  |

### Комментарии
1. ↑  Заменил травмированного Дмитрия Яшкина
2. ↑  Заменил травмированного Рида Буше
3. ↑  Заменил травмированного Ивана Морозова
4. ↑  Заменил травмированного Матвея Мичкова
5. ↑  Заменил травмированного Данила Аймурзина